# 윤상식
윤상식(尹想植, 1968년 9월 20일~)은 대한민국의 유도 선수이다. 1992년 하계 올림픽 남자 하프헤비급 경기에 출전했다.